# John Protheroe
 (juin 2020).

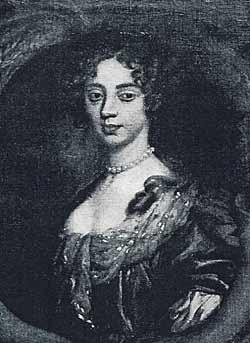
Lucy Walter, petite fille de J. Protheroe.

John Protheroe de Hawksbrook, ou John Prydderch, né en 1582, mort en 1624, est un scientifique gallois proche de l'École de la nuit. Il est à l'origine des observations astronomiques en Angleterre.

## Biographie
Sa mère était la fille de Robert Byrt, devenu maire de Carmarthen en 1593 ; son père devint le chef de la police du Carmarthenshire en 1599.
En 1609, John Protheroe de Nantyrhebog, résidant près du château de St Clears, monta en compagnie de l'astronome William Lower le premier télescope britannique. Après avoir observé le passage de la comète de Halley dans le voisinage du manoir de la famille Perrot, Trefenty house, John Protheroe devint en 1615, le successeur de William Lower auprès du comte Henry Percy. Protheroe travailla à cette occasion avec le mathématicien  Thomas Harriot afin de dresser une carte des cratères lunaires et le mit en contact avec son protecteur, le baronet Thomas Alysbury. En 1621, il fut, avec ce dernier, le rédacteur du catalogue des œuvres du mathématicien anglais.
On le soupçonne également d'avoir divulgué la découverte de la circulation du sang (découverte par Walter Warner) auprès de William Harvey.
Protecteur de Nathanael Tarporley, qu'il pensionna et auquel il fit transmettre de l'argent par sa veuve, John Protheroe pourrait-être le vrai nom de John Polterey (déformation de John Pell), l'auteur d'un pamphlet dirigé contre le mathématicien Français François Viète, et généralement attribué à Nathanael Tarporley.
De sa vie privée on ne sait que très peu de choses : il fut l'époux de Elinor Vaughan (en) de Carbery (av. 1588-ap. 1606) ; par sa fille, Elizabeth Protheroe de Hawksbrook, il est le grand-père de Lucy Walter (1630-1658), la première maîtresse du roi Charles II, et par là des ducs de Buccleuch (cf. Monmouth). La famille Vaughan descend du second mariage de Thomas Howard, second duc de Norfolk (par sa fille Catherine Howard, x 1° Rhys ap Gruffydd (1508-1531), d'où leur fils Griffith Ap Rhys (1524-92), père de Mary Katherine (1560-av. 1588) qui épousa Walter Vaughan et enfanta Elinor Vaughan).